# Első Babiš-kormány
Az első Babiš-kormány a Cseh Köztársaság kormánya volt, 2017 vége és 2018 nyara között kormányozta Csehországot, ideje java részében ügyvezető kormányként. A kisebbségi kormányt független és az ANO-2011 által delegált miniszterek alkották. Andrej Babiš első kormánya igen kedvezőtlen politikai környezetben működött, miközben hiábavaló kísérleteket tett a képviselőházi többség támogatásának megszerzésére.

## A kormány története

### Kormányalakítás
2017 októberében parlamenti választásokat tartottak Csehországban. A választásokon az Andrej Babiš korábbi pénzügyminiszter által vezetett ANO 2011 szerezte meg a 200 fős parlament 78 képviselői helyét. Az ANO a törvényhozás legerősebb pártja lett, de egyedül nem tudta biztosítani a kormánytöbbséget, a fennmaradó helyeken nyolc másik párt képviselői osztoztak. Zeman elnök egy ANO-ODS kormánykoalíciót látott volna legszívesebben, ám tervét az ODS rövid időn belül visszautasította Babiš kétes üzleti ügyeire hivatkozva. A koalícióra magától ajánlkozott a szintén protestpártként indult SDP, ám velük maga Babiš nem akart kormányt alakítani. 2017. október 30-án  Zeman elnök a kormánytöbbség kialakításának nehézségeivel nem törődve hivatalosan is felkérte Babišt az új cseh kormány megalakítására.
Babiš elszántan kísérletezett egy koalíciós társ felkutatásával, ám két héten belül nyilvánvalóvá lett, hogy az ANO kormánya vagy kisebbségi kormányként működik tovább, vagy újabb választásokat kell kiírni. A kormányalakítást tovább erőltető Miloš Zeman megfenyegette a képviselőházat, hogy akkor is Babišt bízza meg a kormány megalakításával, ha a parlament a kötelező bizalmi szavazáson megvonja a bizalmat a Babiš-kormánytól. A parlamenti kormánytöbbség biztosítatlanságát figyelmen kívül hagyva az elnök 2017. december 6-án kormányfővé nevezte ki Andrej Babišt. Babiš kinevezésével az első Babiš-kormány létrejött. A miniszterek kinevezésére egy héttel később, december 13-án került sor.

### Parlamenti bukás
A csehországi törvények szerint a megalakult kormánynak 30 napon belül a kérnie kellett a parlament bizalmi szavazását. Babiš a bizalmi szavazást 2018. január 10-re tűzette ki. Az ülés kezdetén Zeman elnök 30 perces beszédében támogatásáról biztosította Babiš kormányát, a képviselőknek pedig azt mondta, hogy a kormány programja jó kiindulási alap lehet egyes pártoknak, amelyek részt szeretnének vállalni a kormányzat munkájában. A parlament ülése ugyanakkor rendkívül ingerült hangulatban zajlott, a Babiš ellen dolgozó ellenzéki pártok ugyanis meg akarták akadályozni, hogy a mandátumvizsgáló bizottság meghallgassa Jirí Komárek rendőrnyomozót, aki információkkal rendelkezett a Babišt érintő Gólyafészek-ügyről. A feszült vita odáig tartott, hogy a bizalmi szavazást egy héttel el kellett halasztani.
Az újabb egy hetes idő alatt a politikai helyzet nem változott, Babiš nem is nagyon próbálta meggyőzni az ellenzéki politikusokat a kormányoldalhoz történő csatlakozásról. A január 16-án megrendezett bizalmi szavazáson csak az ANO 2011 képviselői támogatták a kormányt, 117 képviselő a kormány ellen szavazott. Babiš be is nyújtotta lemondását az államfőnek, Zeman azonban ígéretéhez híven újra Babišt kérte fel kormányalakításra. A miniszterelnök az egypárti kisebbségi kormány híve volt, ám Zeman kiállását látván hozzálátott, hogy új feltételekkel próbáljon meg partnereket találni a kormány támogatására. A koalíciós tárgyalások ideje alatt az első Babiš-kabinet ügyvezető kormányként működött tovább.
A következő fél évben a kormányzat a parlamenti háttér hiánya miatt bénultan, ügyvezető kormányként működött. Jelentős ügyeket Babiš nem kezdeményezett, ezek végigvitelére a kormánynak amúgy sem lett volna meg a parlamenti támogatottsága. 2018 első felében Babiš ügyvivő kormányfőként egyre intenzívebbé váló kormányalakítási tárgyalásokat folytatott a szociáldemokratákkal és a kommunistákkal. A tárgyalások júniusra eredménnyel jártak, így 2018 nyarán felállhatott a második Babiš-kormány.

## Miniszterek
| Minisztérium                                        | Miniszter         | Politikai párt | Hivatalban                            |
| --------------------------------------------------- | ----------------- | -------------- | ------------------------------------- |
| Miniszterelnök                                      | Andrej Babiš      | ANO            | 2017. december 6. – 2018. június 27.  |
| Környezetvédelmi miniszter miniszterelnök-helyettes | Richard Brabec    | ANO            | 2017. december 13. – 2018. június 27. |
| Külügyminiszter miniszterelnök-helyettes            | Martin Stropnický | ANO            | 2017. december 13. – 2018. június 27. |
| Egészségügyi miniszter                              | Adam Vojtěch      |                | 2017. december 13. – 2018. június 27. |
| Pénzügyminiszter                                    | Alena Schillerová |                | 2017. december 13. – 2018. június 27. |
| Belügyminiszter                                     | Lubomír Metnar    |                | 2017. december 13. – 2018. június 27. |
| Munkaügyi és szociális miniszter                    | Jaroslava Němcová | ANO            | 2017. december 13. – 2018. június 27. |
| Oktatás, ifjúság és sportügyi miniszter             | Robert Plaga      | ANO            | 2017. december 13. – 2018. június 27. |
| Gazdasági és Kereskedelmi miniszter                 | Tomáš Hüner       |                | 2017. december 13. – 2018. június 27. |
| Igazságügyi miniszter                               | Robert Pelikán    |                | 2017. december 13. – 2018. június 27. |
| Hadügyminiszter                                     | Karla Šlechtová   |                | 2017. december 13. – 2018. június 27. |
| Közlekedési miniszter                               | Dan Ťok           |                | 2017. december 13. – 2018. június 27. |
| Vidékfejlesztési miniszter                          | Klára Dostálová   |                | 2017. december 13. – 2018. június 27. |
| Mezőgazdasági miniszter                             | Jiří Milek        |                | 2017. december 13. – 2018. június 27. |
| Kulturális miniszter                                | Ilja Šmíd         |                | 2017. december 13. – 2018. június 27. |